# Национални парк Шантарска острва
Национални парк Шантарска острва (рус. Национальный парк Шантарские острова) је један од најмлађих националних паркова у Русији, основан 2013. године. Парк обухвата 15 Шантарских острва, која су ненасељена и леже близу обале Хабаровске Покрајине у Охотском мору на Руском далеком истоку. Већина острва су умерено планинска, а највиша тачка је на 720 метара надморске висине. Парк је раније био државни резерват, основан 1999. године, али је успостављен као савезни национални парк 2013. године. Статус националног парка добио је са сврхом заштите рањивих врста, са посебним акцентом на заштиту од лова и роболова и подршке научним студијама и развоју еколошког туризма. Парк је под надзором Министарства природних ресурса Русије.

## Топографија
Шантарска острва се налазе на источној страни Уда залива. Она су до пре 9.000-10.000 година били повезана, што објашњава зашто цветни екосистем острва не садржи ендемичне врсте. Острво Баљшој (176.600 хектара) и Феклицова (37.200 хектара) чине 75% читавог националног парка. Плимни таласи достижу висину од 5 до 8 метара, а магла је честа.

## Клима и екорегион
Шантарска острва су често погођена падавинама, за разлику од климе у Охотском мору. Преовладавају североисточни ветрови, који потискују ледене пљускове, остављајући само 2 до 3 месеца годишње без падавина. На острвима преовлађује субполарна клима, са дугим и хладним зимама и кратким летима.

## Биљни и животињски свет
Већа острва су прекривена тамним четинарским шумама, првенствено сибирском срмчом, аришом, кедаром и брезом. На острвима не постоје ендемске биљне врсте, јер су блиска и била су повезана са копном.
Управа националног парка, поред острва штити и воде, на којима је забрањен риболов од 1-3 км од острва, да би се заштитила мрестилишта лососа. Парк настањује браон медвед, риђа лисица, ирвас, самур и прстенаста фока. На подручју парка, стално или привремено је настањено 240 врста птица, укључујући угрожене врсте као што су блакинстонова сова рибарица и белоплећи белорепан.

## Историја
Острва имају дугу историју посета, где су људи долазили углавном на лов китова и дивљачи ради крзна, као и због риболова. Амерички китоловци ловили су гренландске китове на овом подручју између 1852 и 1907. године.
Острва су 1999. године издвојена као државни резерват природе, а осим метеоролошке станице и повремених научних кампова нису насељена. Године 2017. додатне заштитне мере су прихваћене, и читаво подручје подељено је на неколико зона и потпуно је забрањена било каква активност која угрожава природу и њене врсте у областима парка.

## Галерија
- Блакинстонова сова рибарица у парку
- Белоплећи белорепан
- Гренландски кит
- Гренландски кит
- Мапа Шантарских острва